# Grötlingboudd-Ytterholmen
Grötlingboudd-Ytterholmen este o arie protejată (arie specială de conservare — SAC, sit de importanță comunitară — SCI, arie de protecție specială avifaunistică — SPA) din Suedia întinsă pe o suprafață de 535 ha, integral pe uscat.

## Localizare
Centrul sitului Grötlingboudd-Ytterholmen este situat la coordonatele 57°07′33″N 18°28′54″E / 57.1258°N 18.4818°E.

## Înființare
Situl Grötlingboudd-Ytterholmen a fost declarat arie de protecție specială avifaunistică în martie 1996 pentru a proteja 8 specii de animale. Alte tipuri de protecție:
- sit de importanță comunitară (în ianuarie 1997)
- arie specială de conservare (în martie 2011)[1][3][4]

## Biodiversitate
Situată în ecoregiunile boreală și marină baltică, aria protejată conține 6 habitate naturale: Pajiști uscate seminaturale și facies de acoperire cu tufișuri pe substraturi calcaroase (Festuco-Brometalia) (* situri importante pentru orhidee), Bancuri de nisip acoperite în permanență slab de apă marină, Recifuri, Vegetație perenă pe țărmurile stâncoase, Pajiști cu Molinia pe soluri calcaroase, turboase sau argilos-nămoloase (Molinion caeruleae), Pășuni de coastă din Baltica boreală.
La baza desemnării sitului se află mai multe specii protejate de  păsări (8): Branta leucopsis, lebădă de iarnă (Cygnus cygnus), ciocântors (Recurvirostra avosetta), chiră mică (Sterna albifrons), pescăriță mare (Sterna caspia), chiră de baltă (Sterna hirundo), Sterna paradisaea, chiră de mare (Sterna sandvicensis).